# Cariatidă

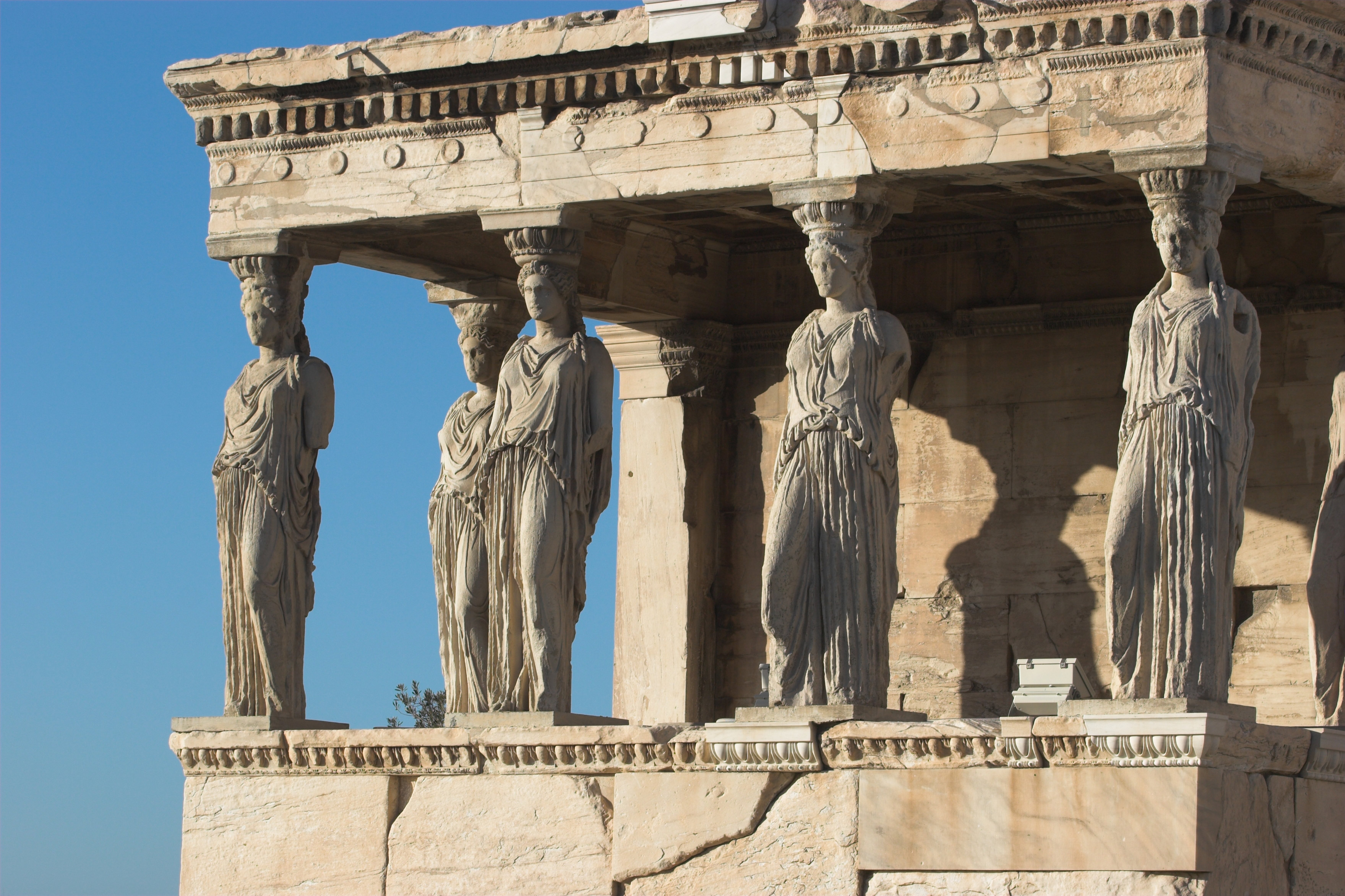
Cariatidele Erechteionului

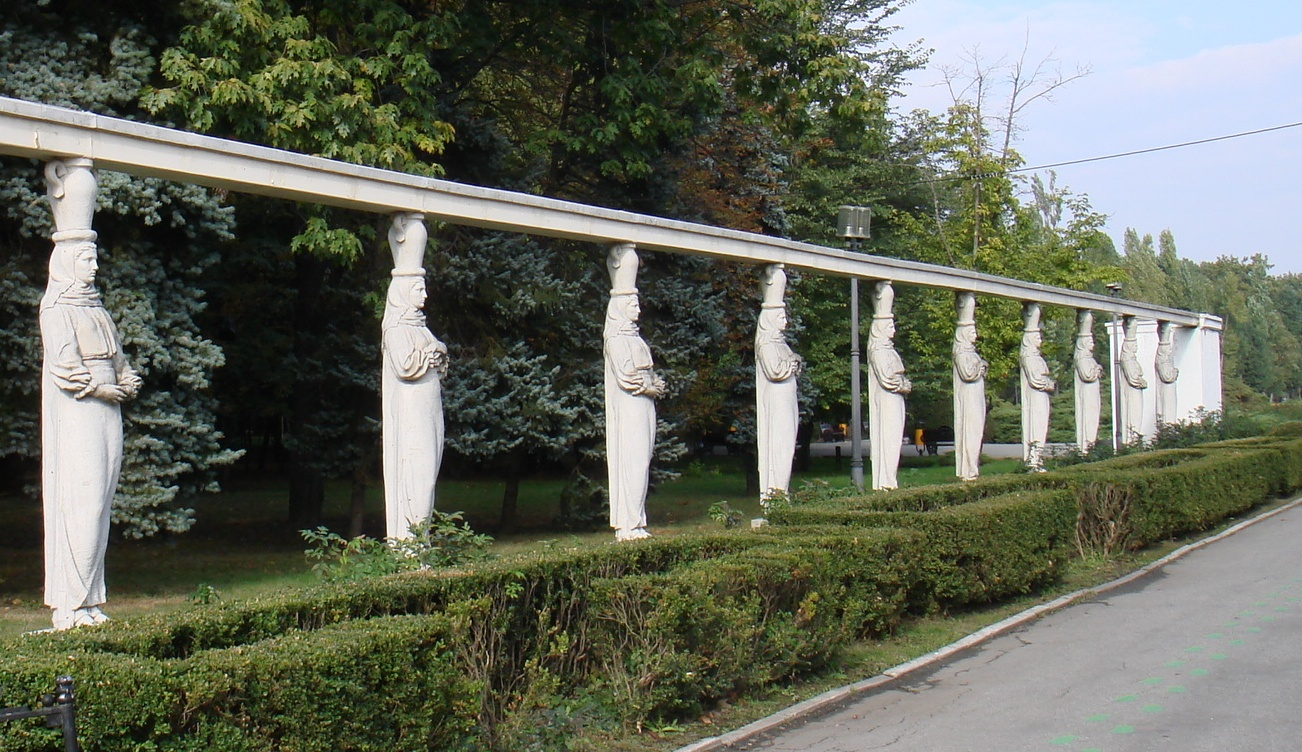
Aleea Cariatidelor, din Parcul Herăstrău de Constantin Baraschi

Cariatidă se numește o statuie reprezentând o femeie, drapată după moda antică sau seminudă, care susține cornișa unui acoperiș, o intrare etc., îndeplinind într-un edificiu rolul unei coloane, unui stâlp sau pilastru.
În arhitectură, cariatida are rol de susținere pentru antablamentul unui edificiu sau al unui balcon, înlocuind coloana printr-o statuie reprezentând o femeie care stă în picioare și nu face nici un efort pentru susținere. Poate fi așezată pe un soclu și este legată uneori printr-un capitel de elementul pe care-l susține.
Statuile, cu același rol portant, care reprezintă bărbați se numesc atlanți.

## Etimologie
Denumirea de cariatide vine din greacă Καρυάτις (plural: Καρυάτιδες), însemnând “fecioare din Caria”, un oraș antic din Peloponez, în care se găsea un faimos templu dedicat zeiței Artemis.
Vitruviu menționează o tradiție, potrivit căreia denumirea de „cariatidă” ar proveni de la Carias, numele unui târg din Laconia, cucerit de către greci pentru că locuitorii lui făcuseră pact cu perșii. Fiind cuceriți, cariatizii au fost transformați în sclavi, iar femeile au fost nevoite să poarte pe cap greutăți mari.
Altă tradiție spune că, mai înainte de a fi elemente arhitectonice, Cariatidele au fost preotese ale zeiței Artemis Caryatis (din mica cetate Caryai, din Laconia), faimoase pentru dansul lor ritual, în care purtau pe cap coșuri din trestie, umplute cu fructe și flori. În arhitectură, acest element putea fi tradus într-un capitel așezat pe capul cariatidelor. După tradiție, cetatea lor perpetua amintirea fecioarei Carya, care suferise o transformare vegetală, devenind carya – probabil un alun, dar termenul nu distinge limpede între pomii care poartă fructe de tip nucă.